# 鈉離子通道阻滯劑
鈉離子通道阻滯劑(英文：Sodium channel blocker)是會阻礙鈉離子通過鈉離子通道傳導的藥物。